# Up!
Up! – czwarty studyjny album kanadyjskiej piosenkarki pop Shani Twain. Wydany został 5 lat od jej ostatniego studyjnego albumu Come on Over, w listopadzie 2002. Płytę wydano na trzech różnych dyskach: z muzyką country ("Zielona" płyta), pop ("Czerwona" płyta) oraz międzynarodowy ("Niebieski" dysk).
W Stanach Zjednoczonych płyta uzyskała status pięciokrotnej platyny, sprzedając się w nakładzie ponad 5,5 mln sztuk, do 2007 album znalazł około 12 mln nabywców.
Płyta uzyskała status diamentowej w Kanadzie po miesiącu od wydania. W Polsce nagrania uzyskały certyfikat złotej płyty.

## Lista utworów
Wszystkie piosenki są autorstwa Shanii Twain i Roberta Johna "Mutt" Langea.
Red Disk - Pop Mix na wydaniu International i North American
Lista Utworów
1. "Up!" – 2:52
2. "I'm Gonna Getcha Good!" – 4:29
3. "She's Not Just a Pretty Face" – 3:49
4. "Juanita" – 3:50
5. "Forever and for Always" – 4:43
6. "Ain't No Particular Way" – 4:24
7. "It Only Hurts When I'm Breathing" – 3:19
8. "Nah!" – 4:08/4:12
9. "(Wanna Get to Know You) That Good!" – 4:33
10. "C'est la Vie" – 3:42
11. "I'm Jealous" – 4:05
12. "Ka-Ching!" – 3:20
13. "Thank You Baby! (for Makin' Someday Come So Soon)" – 4:00
14. "Waiter! Bring Me Water!" – 3:19
15. "What a Way to Wanna Be!" – 3:36
16. "I Ain't Goin' Down" – 3:57
17. "I'm Not in the Mood (To Say No)!" – 3:26
18. "In My Car (I'll Be the Driver)" – 3:17
19. "When You Kiss Me" – 4:08

Green Disk - Country Mix na wydaniu North American
Lista Utworów
1. "Up!" – 2:52
2. "I'm Gonna Getcha Good!" – 4:29
3. "She's Not Just a Pretty Face" – 3:49
4. "Juanita" – 3:50
5. "Forever and for Always" – 4:43
6. "Ain't No Particular Way" – 4:24
7. "It Only Hurts When I'm Breathing" – 3:20
8. "Nah!" – 4:13
9. "(Wanna Get to Know You) That Good!" – 4:31
10. "C'est la Vie" – 3:39
11. "I'm Jealous" – 3:59
12. "Ka-Ching!" – 3:20
13. "Thank You Baby! (for Makin' Someday Come So Soon)" – 4:00
14. "Waiter! Bring Me Water!" – 3:20
15. "What a Way to Wanna Be!" – 3:33
16. "I Ain't Goin' Down" – 3:44
17. "I'm Not in the Mood (To Say No)!" – 3:26
18. "In My Car (I'll Be the Driver)" – 3:15
19. "When You Kiss Me" – 4:06

Blue Disk - World Mix na wydaniu International
Lista Utworów
1. "Up!" – 3:13
2. "I'm Gonna Getcha Good!" – 4:33
3. "She's Not Just a Pretty Face" – 3:39
4. "Juanita" – 3:50
5. "Forever and for Always" – 4:51
6. "Ain't No Particular Way" – 4:26
7. "It Only Hurts When I'm Breathing" – 3:32
8. "Nah!" – 4:05
9. "(Wanna Get to Know You) That Good!" – 4:28
10. "C'est la Vie" – 3:36
11. "I'm Jealous" – 4:09
12. "Ka-Ching!" – 3:32
13. "Thank You Baby! (for Makin' Someday Come So Soon)" – 4:01
14. "Waiter! Bring Me Water!" – 3:37
15. "What a Way to Wanna Be!" – 3:32
16. "I Ain't Goin' Down" – 3:43
17. "I'm Not in the Mood (To Say No)!" – 3:23
18. "In My Car (I'll Be the Driver)" – 3:11
19. "When You Kiss Me" – 3:56

## Miejsca na listach przebojów
| Lista                             | Pozycja |
| --------------------------------- | ------- |
| USA Billboard 200                 | 1       |
| USA Billboard Top Country Albums  | 1       |
| USA Billboard Top Internet Albums | 1       |
| Kanada                            | 1       |
| Niemcy                            | 1       |
| Nowa Zelandia                     | 1       |
| Australia                         | 1       |
| Austria                           | 2       |
| Norwegia                          | 2       |
| Szwajcaria                        | 2       |
| Wielka Brytania                   | 4       |
| Francja                           | 5       |
| Szwecja                           | 8       |
| Finlandia                         | 20      |

## Certyfikacja
| Lista              | Certyfikacja            | Sprzedaż   |
| ------------------ | ----------------------- | ---------- |
| Stany Zjednoczone  | 11x Platinum/1x Diamond | 5,500,000  |
| Kanada             | 2x Diamond              | 2,000,000  |
| Francja            | Platinum                | 360.000    |
| Brazylia           | Platinum                | 125.000    |
| Holandia           | Gold                    | 40,000     |
| Szwajcaria         | 3x Platinum             | 120,000    |
| Austria            | Platinum                | 30,000     |
| Wielka Brytania    | 2x Platinum             | 600,000    |
| Niemcy             | 2x Platinum             | 400,000    |
| Norwegia           | 3x Platinum             | 120,000    |
| Szwecja            | Gold                    | 20,000     |
| Nowa Zelandia      | 3x Platinum             | 45,000     |
| Australia          | 2x Platinum             | 140,000    |
| United World Chart | 4x Platinum             | 8.467.000  |
| Europa             | 2x Platinum             | 2,000,000  |
| World Wide Sales   | 6x Platinum             | 12,000,000 |